# Ísknattleiksfélagið Björninn
Fjölnir je islandský klub ledního hokeje, který sídlí v hlavním městě Reykjavíku. Klub byl založen roku 1990 pod názvem Ísknattleiksfélagio Björninn, a od roku 2019 se klub jmenuje Fjölnir. Největší úspěch zažil klub v sezóně 2011/2012 kdy vyhrál svůj jediný titul mistra země.
Fjölnir má i zastoupení v Islandské hokejové lize žen, a jeho hráčka Kristin Ingadottir byla zvolena v roce 2021 nejlepší hráčkou roku.
Domovským stadionem je Egilshöll s kapacitou 250 diváků.